# Norman Solomon (Rabbiner)
Norman Solomon (* 31. Mai 1933 in Cardiff) ist ein britischer Rabbiner, Dozent und Autor.

## Leben
Norman Solomon besuchte die Cardiff High School und das St. John’s College in Cambridge. 1961 erhielt er am Jew's College in London sein rabbinisches Diplom und 1966 an der Universität Manchester sein Doktorat.
Er war Rabbiner orthodoxer Gemeinden in Manchester, Liverpool, London und Birmingham und Präsident der British Association for Jewish Studies (1994). Außerdem ist Norman Solomon Gastdozent der Judaistik und Dozent der Theologie an der Universität Oxford. Solomon ist Autor einiger Bücher bezüglich des Judentums.

## Publikationen
- Judaism And World Religion. 1991, ISBN 0-312-06863-8.
- The Analytic Movement. 1993, ISBN 1-55540-764-1.
- Judaism: A Very Short Introduction. Oxford University Press, Oxford / New York 1996, ISBN 0-19-285390-2.
Das Judentum. Eine kleine Einführung. Übersetzt von Ekkehard Schöller. 5. Auflage. Reclam, Stuttgart 2009, ISBN 978-3-15-018653-4.
- Historical Dictionary of Judaism. 1998, ISBN 0-8108-5504-6.
- Abraham's Children: Jews, Christians and Muslims in Conversation. ISBN 0-567-08161-3.